# فرخنده تیره‌رخ
فرخنده تیره‌رخ (نام علمی: Mitrospingus cassinii) نام یک گونه از سرده فرخنده‌های کلاه‌پوش است.